# ミルラン・ムルザエフ
ミルラン・ムルザエフ（ロシア語: Мирлан Мурзаев, 1990年3月29日 - ）は、ソビエト連邦・キルギス・ソビエト社会主義共和国のコチコルアタ出身のサッカー選手。2005年から2014年まで開催されたAFCプレジデンツカップで2度の得点王に輝いた唯一の選手である。

## 来歴
2012年、AFCプレジデンツカップ2012のネパール・ポリス・クラブ戦でハットトリックを達成、イェージンFC戦で5ゴールを記録した。ムルザエフは8ゴールで大会得点王に輝いた。2013年、AFCプレジデンツカップ2013のイェージンFC戦で再び5ゴールを記録した。グローバルFC戦でも4ゴールを記録し、2大会連続で得点王に輝いた。ムルザエフはAFCプレジデンツカップ2009でもイェージンFCと対戦し、4ゴールを決めている。

## 代表
2009年3月28日、AFCチャレンジカップ2010予選のネパール戦でキルギス代表初ゴールを記録した。

## 所属クラブ
- FCドルドイ・ビシュケク 2007-2010
- →  FCロコモティフ-2・モスクワ 2010 (期限付き移籍)
- ハポエル・ペタク・チクヴァFC 2011-2012
- FCドルドイ・ビシュケク 2012-2013
- デニズリスポル 2014
- FCドルドイ・ビシュケク 2014-2015
- アフジェト・アフィヨンスポル 2015-2016
- ウシャクスポル 2016-2017
- セリク・ベレデイェシュポル 2017-2018
- ソマスポル 2018-2019
- FCドルドイ・ビシュケク 2019
- ドアン・テュルク・ビルリ 2019
- FCドルドイ・ビシュケク 2019-2021
- チェンナイインFC 2021-2022
- FCアルガ・ビシュケク 2022
- PFCナフバホール・ナマンガン 2022-2023
- モハメダンSC 2023
- ハノイFC 2023
- FCドルドイ・ビシュケク 2023-2024
- FCアルガ・ビシュケク 2024-

## 代表歴
- サッカーキルギス代表 2009-

## タイトル

### クラブ
ドルドイ・ビシュケク
- キルギス・リーグ 優勝 (5) : 2007, 2008, 2009, 2012, 2014
- AFCプレジデンツカップ 優勝 (1) : 2007

### 個人
- AFCプレジデンツカップ 得点王 (2) : 2012 (8ゴール), 2013 (9ゴール)
- AFCプレジデンツカップ 最優秀選手 (1) : 2010